# Antoine Cornil
Antoine Cornil (2 de febrero de 1998) es un jugador profesional de voleibol belga, que juega en la posición de receptor/atacante. Desde la temporada 2017/2018, ha estado jugando para el equipo Knack Roeselare.

## Palmarés

### Clubes
Copa de Bélgica:
- 2018, 2019[1]

Campeonato de Bélgica:
- 2018, 2019

Supercopa de Bélgica:
- 2018, 2019[2]